# Municipio de Järva
El municipio de Järva (estonio: Järva vald) es un municipio estonio perteneciente al condado de Järva.

## Localidades (población año 2011)
- Abaja 48
- Ageri 36
- Ahula 294
- Albu 277
- Ambla 299
- Ämbra 25
- Ammuta 20
- Aravete 769
- Aruküla 55
- Ataste 23
- Eistvere 45
- Ervita 207
- Esna 66
- Huuksi 70
- Imavere 447
- Jalalõpe 24
- Jalametsa 22
- Jalgsema 62
- Järavere 19
- Järva-Jaani 999
- Järva-Madise 75
- Jõeküla 0
- Jõgisoo 91
- Kaalepi 163
- Kagavere 26
- Kahala 21
- Kalitsa 47
- Kapu 39
- Käravete 234
- Kareda 54
- Karinu 181
- Käsukonna 110
- Keri 3
- Kiigevere 17
- Koeru 1,178
- Koidu-Ellavere 14
- Koigi 376
- Köisi 40
- Kukevere 60
- Kuksema 83
- Kurisoo 86
- Küti 6
- Kuusna 52
- Laaneotsa 11
- Lähevere 6
- Laimetsa 51
- Lehtmetsa 39
- Liusvere 16
- Mägede 17
- Mägise 32
- Märjandi 68
- Merja 3
- Metsla 43
- Metstaguse 39
- Mõnuvere 9
- Müüsleri 83
- Neitla 8
- Norra 0
- Õle 15
- Öötla59
- Orgmetsa 55
- Päinurme 152
- Pällastvere 6
- Peedu 52
- Peetri 213
- Prandi 39
- Preedi 13
- Puhmu 8
- Puiatu 29
- Pullevere 35
- Raka 49
- Ramma 21
- Rava 23
- Reinevere 64
- Rõhu 29
- Roosna 89
- Rutikvere 27
- Sääsküla 71
- Salutaguse 17
- Santovi 35
- Seidla 30
- Seliküla 10
- Silmsi 28
- Soosalu 19
- Sõrandu 89
- Sugalepa 4
- Taadikvere 66
- Tammeküla 23
- Tammiku 12
- Tamsi 28
- Tudre 17
- Udeva 29
- Ülejõe 7
- Vaali 21
- Vahuküla 84
- Väike-Kareda 41
- Väinjärve 37
- Valila 1
- Vao 228
- Vetepere 27
- Visusti 17
- Vodja 27
- Võrevere 14
- Vuti 6[1]